# 三重県立伊勢工業高等学校
三重県立伊勢工業高等学校（みえけんりついせこうぎょうこうとうがっこう）は、三重県伊勢市に所在する公立の工業高等学校。学校の通称は、「工業」（こうぎょう）。

## 沿革
- 1896年5月22日 - 現在の伊勢市大湊町に度会郡大湊町立 大湊工業補習学校が設立する。
- 1899年4月1日 - 大湊造船徒弟学校と改称、木工科、金工科を設置する。
- 1901年5月3日 - 町立大湊造船徒弟学校と改称する。
- 1902年4月1日 - 大湊町立造船徒弟学校と改称する。
- 1928年4月12日 - 大湊町立工業学校と改称、木工科・金工科を造船科・機械科と改称する。
- 1943年12月1日 - 宇治山田市立大湊工業学校と改称する。
- 1946年4月1日 - 宇治山田市立工業学校と改称し、建築科を設置する。
- 1948年5月23日 - 学制改革により、三重県宇治山田商業学校、宇治山田市立女子商業学校と統合し、三重県宇治山田実業高等学校となる。
- 1948年8月28日 - 定時制課程を併設する。
- 1949年4月1日 - 学区制総合制実施により、三重県宇治山田高等学校、三重県明野高等学校と統合、三重県山田高等学校となる。校舎制がとられ、工業課程は河崎校舎に置かれる。
- 1950年4月1日 - 学区制再配置により三重県山田高等学校が解体、工業課程は三重県宇治山田商工高等学校に置かれる。
- 1955年4月1日 - 三重県立宇治山田商工高等学校と改称する。
- 1958年4月1日 - 工業課程、商業課程（三重県立宇治山田商業高等学校）、定時制課程（三重県立伊勢実業高等学校）が分離独立し、三重県立伊勢工業高等学校となる。
  - この時点では3校が1つの校舎に同居する形であり、実質的には分離されているとは言えなかった。
- 1962年4月1日 - 電気科、工業化学科を設置する。
- 1963年5月22日 - 三重県立宇治山田商業高等学校が新校舎へ移転する。
- 1969年9月1日 - 三重県立伊勢実業高等学校が三重県立宇治山田高等学校旧校舎へ移転することにより、完全分離独立となる。
- 2002年4月1日 - 造船科の募集を停止する。
- 2004年4月1日 - 造船科を廃止する。
- 2006年4月1日 - 工業化学科の募集を停止する。
- 2008年4月1日 - 工業化学科を廃止する。

## 教育組織
次の教育組織がある。
- 全日制の課程(現在)
  - 機械科　2クラス80名
  - 建築科　1クラス40名
  - 電気科　1クラス40名

## 学校行事
- スポーツテスト
- ホームルーム対抗競技
- 体育祭
- 文化祭(伊工祭)
- 新入生宿泊研修(志摩市)
- 沖縄修学旅行(以前はスキー研修)
- 秋の遠足

## 生徒会活動・部活動など

### 部活動
- 運動部 - 陸上競技部、バスケットボール部、バレーボール部、硬式野球部、ソフトテニス部、弓道部、レスリング部、サッカー部、卓球部、剣道部、柔道部、ラグビー部、バドミントン部、ゴルフ同好会
- 文化部 - 吹奏楽部、茶道部、電気技術部、コンピューター部、ロボット部、機械部、美術部、文芸部
  - 1970年代前半には「原子力クラブ」などと言った当時では極めて先進的な研究を行う部活動もあったが、短期間で廃部されている（出典:1972年度 伊勢工業高校卒業アルバム）。

### 部活動の主な功績
- バドミントン部
  - 1970年 - 全国高等学校総合体育大会バドミントン競技大会 男子団体3位
  - 1981年 - 第9回全国高等学校選抜バドミントン大会 男子団体3位
  - 全国高等学校総合体育大会への出場は20回を超える。
- 硬式野球部
  - 1988年 - 第70回全国高等学校野球選手権大会出場（8月14日・2回戦で島根代表の江の川高校に3-9で初戦敗退）
  - 2011年 - 第93回全国高等学校野球選手権大会出場（しかし8月1日、2年生部員数人が6月中旬に学校近くの店で万引きしていた事が発覚、夏の甲子園大会は1・3年生のみ出場を認めるも、同年の秋季大会は出場辞退に。8月6日・1回戦で石川代表の金沢高校に0-4で初戦敗退）
- バスケットボール部
  - 1989年、2006年 - 全国高等学校総合体育大会バスケットボール競技大会 男子出場
- 弓道部
  - 1997年 - 全国高等学校総合体育大会 男子団体出場
- バレーボール部
  - 2005年 - 全国高等学校総合体育大会バレーボール競技大会 男子出場

## アクセス
- JR・近鉄伊勢市駅および近鉄宇治山田駅から三重交通バスで「今一色」、「鳥羽」のいずれかに乗車、「伊勢工高前」で下車
- 伊勢市駅および宇治山田駅より徒歩約20分

## 出身者
- 中川誠也 - プロ野球選手
- 松尾拓 - 競艇選手